# Tren de sombras
Tren de sombras és una pel·lícula espanyola, a cavall entre el cinema experimental i el documental, estrenada el 23 de gener de 1998. Fou dirigida per José Luis Guerín i produïda pel Grup Cinema-Art, Films 59 i l'Institut del Cinema Català. Ha estat considerada una obra mestra per bona part de la crítica en la "Quizena dels Directors" del 50è Festival Internacional de Cinema de Canes.

## Argument
A la matinada del 8 de novembre de 1930, l'advocat parisenc Fleury sortia a la recerca de la llum adequada per a completar una filmació paisatgística al voltant del llac Le Thuit. Aquest mateix dia, l'advocat mor en estranyes circumstàncies.
Amb aquest punt de partença Guérin explora tot el material que va filmar Fleury: enregistraments casolans, de la seva família, de la seva llar i entorn, sempre des de la pròpia consciència de la seva fugacitat. Després passa al present els mateixos objectes que van ser testimonis directes de la vida de Fleury; posteriorment s'exploren els negatius originals a l'espera de quelcom desconegut esperant que sigui revelat, i finalment torna a la ficció observant Fleury filmant el seu material, i el moment de la seva desaparició.

## Repartiment
- Jessica Andrieu
- Anne Céline Auche ... Donzella
- Juliette Gautier ... Hortense Fleury
- Marc Montserrat
- Ivon Orvain ... Oncle Etienne

## Premis i nominacions
- Premi Sant Jordi a la millor pel·lícula espanyola (1999)[4]
- Premi Méliès d'Or al millor film fantàstic europeu i el premi de l'Associació Catalana de Crítics i Escriptors Cinematogràfics (ACCEC) al Festival de Cinema Fantàstic de Sitges.[5]
- Nominada al "Colombino de Oro" al Festival de Cinema de Bogotà (1998)
- Gran premi d'Or al Fantasporto (1997)
- Gran premi al Festival de Cinema Independent d'Ourense (1997)